# Mauno Pekkala
Mauno Pekkala (27 tháng 1 năm 1890 – 30 tháng 6 năm 1952) là chính trị gia thuộc cánh tả của Phần Lan và Thủ tướng từ năm 1946 đến năm 1948. Pekkala là đảng viên của Đảng Dân chủ Xã hội Phần Lan cho đến khi ông rời đảng trong Chiến tranh Tiếp diễn. Sau chiến tranh, Pekkala gia nhập Liên minh Dân chủ Nhân dân Phần Lan (SKDL), một liên minh với những người cộng sản, xã hội chủ nghĩa và dân chủ xã hội. Ông tham gia tranh cử Tổng thống năm 1950. Pekkala còn là đảng viên của Đảng Thống nhất Xã hội.